# Bénin aux Jeux olympiques d'été de 2008
Le Bénin participe aux Jeux olympiques d'été de 2008 à Pékin. Il s'agit de sa 9e participation à des Jeux d'été.

## Participants

### Athlétisme
- Fabienne Feraez

#### Hommes
| Épreuve    | Athlète          | Séries   | Séries | Quarts de finale | Quarts de finale | Demi-finales | Demi-finales | Finale   | Finale |
| Épreuve    | Athlète          | Résultat | Rang   | Résultat         | Rang             | Résultat     | Rang         | Résultat | Rang   |
| ---------- | ---------------- | -------- | ------ | ---------------- | ---------------- | ------------ | ------------ | -------- | ------ |
| 400 mètres | Mathieu Gnanligo | 47 s 10  | 7e     | -                | -                | -            | -            | -        | -      |

#### Femmes
| Épreuve    | Athlète         | Séries   | Séries | Quarts de finale | Quarts de finale | Demi-finales | Demi-finales | Finale   | Finale  |
| Épreuve    | Athlète         | Résultat | Rang   | Résultat         | Rang             | Résultat     | Rang         | Résultat | Rang    |
| ---------- | --------------- | -------- | ------ | ---------------- | ---------------- | ------------ | ------------ | -------- | ------- |
| 200 mètres | Fabienne Feraez | 24.07    | 8e     | Eliminé          | Eliminé          | Eliminé      | Eliminé      | Eliminé  | Eliminé |

### Taekwondo
- Moloïse Ogoudjobi

| Athlète           | Compétition    | Rang |
| ----------------- | -------------- | ---- |
| Moloise Ogoudjobi | Moins de 58 kg | 11e  |